# الفصول الأربعة (أرسيمبولدو)
الفصول الأربعة عبارة عن مجموعة من أربع لوحات أنتجها الفنان الإيطالي غيسيبي أرسيمبولدو في الأعوام 1563 و1572 و1573. قدم المجموعة إلى ماكسيمليان الثاني، الإمبراطور الروماني المقدس في عام 1569. تعرض كل لوحة صورة شخصية من الفاكهة والخضروات والنباتات المتعلقة بالفصل ذي الصلة.
مازالت النسخة الأصلية للشتاء والصيف، معروضة في فيينا (النمسا) والخاصة بالشتاء معروضة في الأكاديمية الملكية للفنون الجميلة في مدريد. ومن بين هذه النسخ المعروفة في متحف اللوفر، النسخة الأصلية للشتاء والصيف نسخها الرسام بطلب من ماكسيمليان الثاني ليهديها إلى أغسطس ناخب ساكسونيا. وتتسم لوحات الفصول الأربعة بأنها لاتوجد في النسخة الأولى.